# Vandalarius
Vandalarius (latinsky Vandalarius) (4. století? – 459) byl vůdce germánského kmene Ostrogótů z dynastie Amalů v období stěhování národů, kdy Ostrogóti migrovali z Panonie na Apeninský poloostrov. Se svým kmenem se podílel někdy před rokem 405 na dobytí kmene Vandalů. Jeho otcem byl Vinitarius. Vandalarius byl otcem tří germánských vůdců Theodemira, Valamira a Vidimira, za jejich vlády se Ostrogótům podařilo v bitvě u Nedao porazit Huny a tím se vymanit z jejich nadvlády. Vandalariovým vnukem byl Theodorich Veliký.